# 汉努·维尔塔
汉努·维尔塔（芬蘭語：Hannu Virta，1963年3月22日—），芬兰男子冰球运动员。他曾代表芬兰国家队参加1994年冬季奥林匹克运动会冰球比赛，获得一枚铜牌。他也曾获得1995年世界男子冰球锦标赛冠军。